# Mikołaj z Tolentino
Święty Mikołaj z Tolentino (ur. 1245 w Sant' Angelo we Włoszech, zm. 10 września 1305 w Tolentino) – święty Kościoła katolickiego, włoski zakonnik. W sztuce ukazywany zwykle z koszykiem z bułkami lub gwiazdą na piersiach.
Urodził się jako pierwsze dziecko niemłodej już pary. Otrzymał imię na pamiątkę świętego Mikołaja, u którego grobu rodzice modlili się o syna. Matka chłopca obiecała, że jeśli ich modlitwy zostaną wysłuchane, syn będzie służyć Bogu.

## Działalność kapłańska
Mikołaj z Tolentino wstąpił do zakonu augustianów w 1255 lub 1256, a siedem lat później przyjął święcenia kapłańskie. Przenosił się z jednego klasztoru do drugiego (był m.in. mistrzem nowicjatu w Sant' Elpidio) aż do roku 1274, kiedy głos z nieba wskazał mu Tolentino, gdzie pozostał przez resztę swojego życia. W mieście panował nieład społeczny spowodowany walkami między gwelfami i gibelinami. Mikołaj miał za zadanie głosić Ewangelię na ulicach. Sukces, jaki osiągnął, wypełniając polecenie przełożonych, był nadzwyczajny. 
Przez następnych 30 lat opiekował się wyrzutkami i złoczyńcami, był mediatorem. Przypisywano mu również wiele cudów m.in. uzdrawianie chorych poprzez rozdawanie im „chleba świętego Mikołaja”, nad którym wzywał błogosławieństwa Maryi. Był szczególnie oddany matkom i ich nowo narodzonym dzieciom, dlatego też jest patronem noworodków.

## Śmierć
Zmarł 10 września 1305 roku (tego dnia jest obchodzone jego wspomnienie) po długiej chorobie. Według legendy w ostatnich miesiącach przed śmiercią Mikołaja pocieszały chóry anielskie zapewniające go o zbawieniu.

## Kanonizacja
Został ogłoszony świętym w 1446 roku przez papieża Eugeniusza IV.

## Relikwie
Jego ramię zostało oddzielone od reszty ciała zapewne ok. 1345. Ok. 25 razy wypływała z niego krew zawsze przy okazji ważnych wydarzeń w historii Kościoła. 4 lutego 1926 odkryto jego szczątki, a proces kanoniczny potwierdził ich autentyczność.

## Inne patronaty
Oprócz matek nowo narodzonych dzieci zwracają się do niego również bliscy osób umierających. Do Mikołaja z Tolentino kierowane są także modlitwy za dusze czyśćcowe. Ponadto jest patronem Bawarii, Wenecji i Genui.